# 蘇黎世猶太會堂

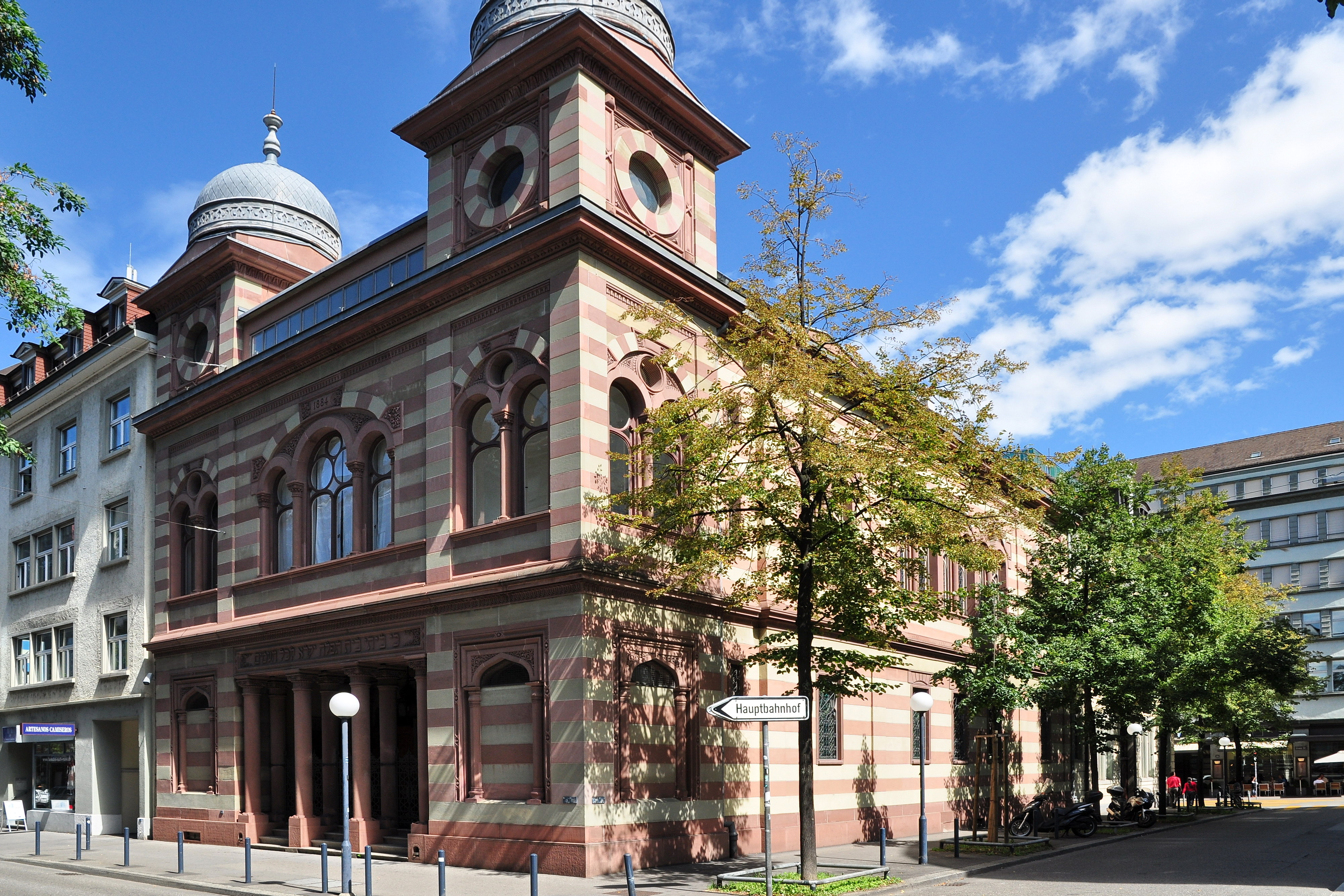
蘇黎世猶太會堂

蘇黎世猶太會堂（Synagoge Zürich Löwenstrasse）是瑞士城市蘇黎世歷史最古老和最大的猶太會堂。蘇黎世猶太會堂修建於1884年。蘇黎世猶太會堂有約2,500人會員，是瑞士規模最大的猶太人社區。

## 外部連結
- 官方网站 （德文）